# قاتل متسلسل
القاتل المتسلسل (بالإنجليزية: Serial Killer)‏ هو عادةً شخص يقتل ثلاثة أشخاص أو أكثر، عادة ما يكون القتل لإشباع رغبات نفسية غير طبيعية، ويستمر ارتكاب جرائم القتل لأكثر من شهر وتشمل فترة زمنية كبيرة بينهما. تطبق السلطات المختلفة معايير مختلفة عند تعيين القتلة المتسلسلين. على سبيل المثال، فإن معظم السلطات حددت عتبة ثلاث جرائم قتل، لكن البعض الآخر يمدها إلى أربع أو يخفضها إلى جريمتين. يُعرّف مكتب التحقيقات الفيدرالي (FBI) القتل المتسلسل بأنه «سلسلة من عمليتي قتل أو أكثر، تُرتكب كحدثين منفصلين، عادة ولكن ليس دائمًا، من جانب قاتل واحد يتصرف بمفرده».
على الرغم من أن الإشباع النفسي هو الدافع المعتاد للقتل المسلسل، ينص مكتب التحقيقات الفيدرالي على أن دوافع القتلة التسلسليين يمكن أن تشمل الغضب والسعي وراء الإثارة والمكاسب المالية وجذب الانتباه. قد تتم محاولة القتل أو القتل بطريقة مماثلة. قد يكون للضحايا شيئًا مشتركًا، على سبيل المثال المظهر أو الجنس أو العرق. القاتل المتسلسل ليس قاتلًا جماعيًا، ولا قاتلًا سريعًا، على الرغم من أنه قد يكون هناك تداخل مفاهيمي بين القتلة المتسلسلين والقتلة المرحلين.

## أصل الكلمة والتعريف
يُنسب المصطلح الإنجليزي serial killer ومفهوم القاتل المتسلسل إلى العميل الخاص السابق لمكتب التحقيقات الفيدرالي روبرت ريسلر الذي استخدم مصطلح القتل المتسلسل في عام 1974 في محاضرة في أكاديمية شرطة برامشيل في بريطانيا. افترض المؤلف آن رول في كتابه Kiss Me، Kill Me (2004)، أن الفضل في اللغة الإنجليزية لصياغة المصطلح يذهب إلى المحقق بيرس بروكس من شرطة لوس أنجلوس، الذي أنشأ نظام برنامج القبض الجنائي العنيف (ViCAP) في عام 1985  هناك أدلة كثيرة على استخدام المصطلح في أوروبا والولايات المتحدة في وقت سابق.

## التاريخ

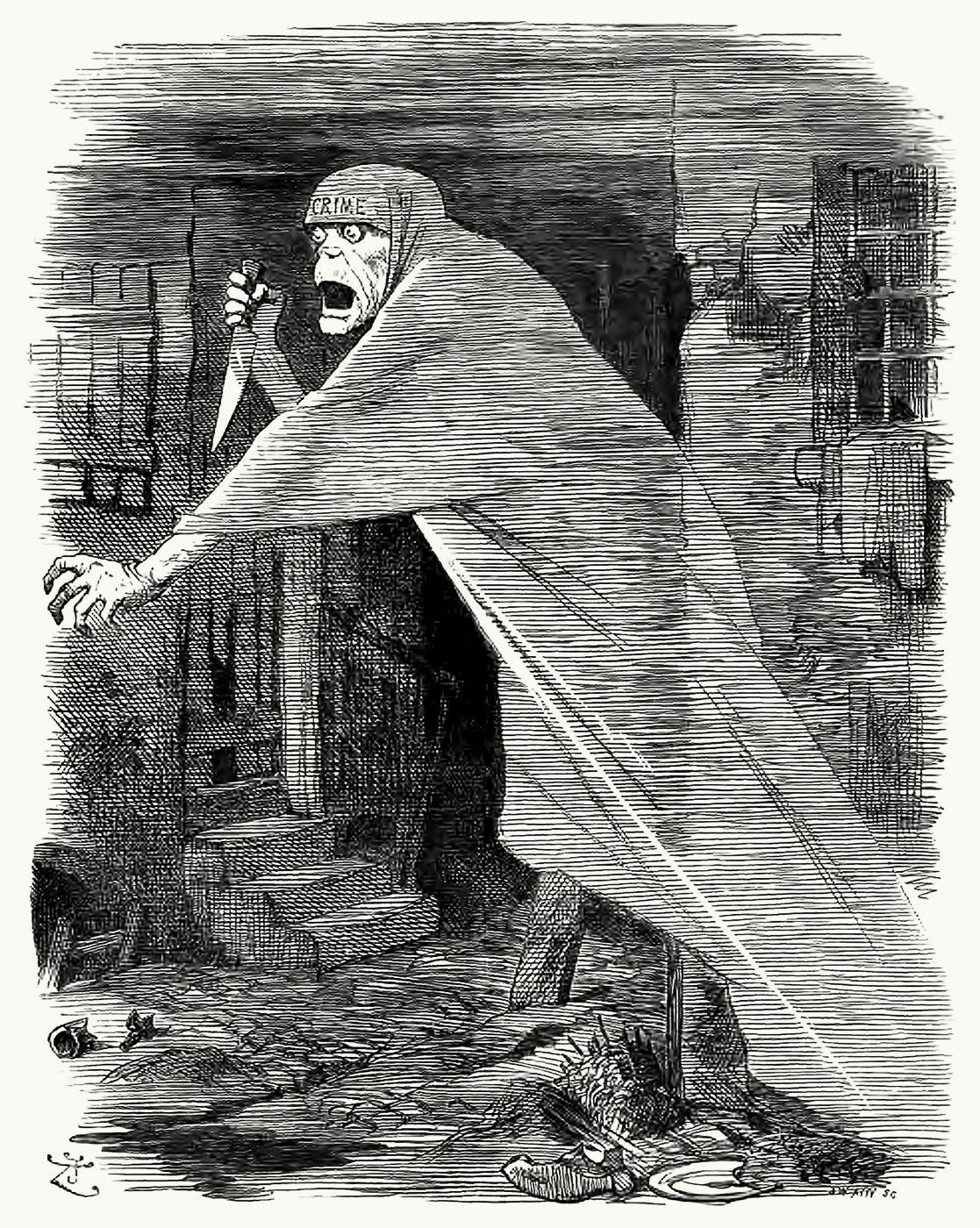
"إهمال الإهمال": صور جاك ذا ريبر على أنه شبح يطارد وايت تشابل، وكتجسيد من الإهمال الاجتماعي، في رسم كاريكاتوري عام 1888.

يفترض علماء الجريمة التاريخية أنه قد يكون هناك جرائم قتل متسلسلة على مر التاريخ، ولكن لم يتم تسجيل حالات محددة بشكل كاف. تشير بعض المصادر إلى أن الأساطير مثل مستذئب ومصاصي الدماء كانت مستوحاة من حالات قتل متسلسل في القرون الوسطى. في أفريقيا كان هناك انتشار متكرر للقتل من قبل رجال الأسد والليوبارد.
حصل الصيني ليو بينغلي، ابن شقيق الإمبراطور هان جينغ، على لقب أمير جيدونغ في السنة السادسة من فترة حكم جينغ (144 قبل الميلاد). وفقًا للمؤرخ الصيني سيما تشيان، «فقد ذهب في رحلة استكشافية مع 20 أو 30 من العبيد أو مع الشباب الذين كانوا يهربون من القانون، وقاموا بقتل الناس والاستيلاء على ممتلكاتهم لمجرد ممارسة الرياضة». على الرغم من أن العديد من رعاياه كانوا يعلمون بهذه الجرائم، إلا أنه في السنة التاسعة والعشرين من حكمه، أرسل ابن أحد ضحاياه أخيرًا تقريرًا إلى الإمبراطور يُخبره بذلك. وفي النهاية اكتشف أنه قتل 100 شخص على الأقل. طلب مسؤولو المحكمة إعدام ليو بنغلي؛ ومع ذلك لم يستطع الإمبراطور أن يقتل ابن أخيه، لكنه نفاه.
في القرن الخامس عشر، قام جيل دي ريز وهو واحد من أغنى الرجال في أوروبا ورفيق سابق لجان دارك، بالاعتداء الجنسي على الأطفال الفلاحين وقتلهم، ولا سيما الأولاد الذين اختطفهم من القرى المحيطة وأخذهم إلى قلعته. أشارت التقديرات إلى أن عدد ضحاياه يتراوح بين 140 و 800. ويُزعم أن الأرستقراطية الهنغارية إليزابيث باتوري، التي ولدت في واحدة من أغنى العائلات في ترانسيلفانيا، قامت بتعذيب وقتل ما يصل إلى 650 فتاة وشابة قبل اعتقالها في 1610.
قد يكون أعضاء طائفة Thuggee (ثوجي ) في الهند قد قتلوا مليون شخص بين عامي 1740 و 1840. ربما يكون Thug Behram (ثوج بهرام)، وهو عضو في هذه الطائفة، قد قتل ما يصل إلى 931 ضحية.
القاتل مجهول الهوية جاك السفاح، الذي يُعتبر أول قاتل متسلسل حديث، قتل ما لا يقل عن خمس نساء وربما أكثر في لندن في عام 1888. وكان موضوع مطاردة واسعة النطاق والتحقيق من قبل شرطة العاصمة، استُخدِم خلالها العديد من أساليب التحقيق الجنائي الحديثة. أجرى فريق كبير من رجال الشرطة تحقيقات من منزل إلى منزل، وتم جمع مواد الطب الشرعي وتم التعرف على المشتبه بهم وتعقبهم. قام جراح الشرطة توماس بوند بتجميع واحدة من الملفات الشخصية الأولى للجاني.
يُذكر أن حوالي 76% من جميع القتلة المتسلسلين المعروفين في القرن العشرين كانوا من الولايات المتحدة.

## الخصائص
من خصائص القتلة المتسلسلين الشائعة ما يلي:
- قد تظهر عليهم درجات متفاوتة من المرض العقلي أو الاعتلال النفسي، مما قد يسهم في سلوك القتل.[19]
  - على سبيل المثال، قد يكون لدى أي شخص مصاب بمرض عقلي فواصل ذهانية تجعله يعتقد أنه شخص آخر أو مضطر للقتل من قبل كيانات أخرى.[20]
  - السلوك النفسي الذي يتماشى مع السمات الشائعة لبعض القتلة المتسلسلين يشمل جذب الانتباه، وعدم الندم أو الشعور بالذنب، والاندفاع، والحاجة إلى السيطرة، والسلوك العدواني.[21] وخلافا للأشخاص الذين يعانون من اضطرابات عقلية كبيرة مثل انفصام الشخصية، يمكن أن يبدو المرضى النفسيين بصورة طبيعية وفي كثير من الأحيان بصورة ساحرة ظاهريا، وهي حالة من التكيف يسميها الطبيب النفسي هيرفي Cleckley بـ «قناع التعقل».[22]
- وكثيراً ما تعرضوا للإيذاء - عاطفياً أو جسدياً أو جنسيًا - من قِبل أحد أفراد الأسرة.
- قد يكون القتلة المتسلسلون أكثر عرضة للانخراط في الانحراف الجنسي، وكذلك الميل القوي لتجربة موضوعات مثيرة للاهتمام.[23]
- وكثيراً ما تعرضوا للتنمر أو العزلة الاجتماعية كأطفال أو مراهقين. على سبيل المثال، تعرض هنري لوكاس للسخرية عندما كان طفلاً واستشهد لاحقًا بالرفض الجماعي من جانب أقرانه كسبب لكراهيته للجميع. كان كينيث بيانكي مثار السخرية في طفولته لأنه كان يتبول في سرواله، وكان أقرانه يتجاهلونه.
- تورط بعضهم في جرائم صغيرة، مثل الاحتيال والسرقة والتخريب أو جرائم مماثلة.[24]
- في كثير من الأحيان يميلون إلى العمل في وظائف وضيعة. ومع ذلك، يقول مكتب التحقيقات الفيدرالي، «غالباً ما يبدو القتلة المتسلسلون طبيعيين؛ لديهم أسر و/ أو عمل ثابت». تشير مصادر أخرى إلى أن القاتل المتسلسل غالبًا ما يأتي من أسر غير مستقرة.
- تشير الدراسات إلى أن القتلة المتسلسلين لديهم عادة معدل ذكاء متوسط أو منخفض، على الرغم من أن غالبًا ما يتم وصفهم وتصورهم على أنهم يمتلكون ذكاء في النطاق فوق المتوسط.[7][25] في عينة من 202 من حاصل الذكاء للقتلة المتسلسلين كان متوسط معدل ذكائهم 89.[26]

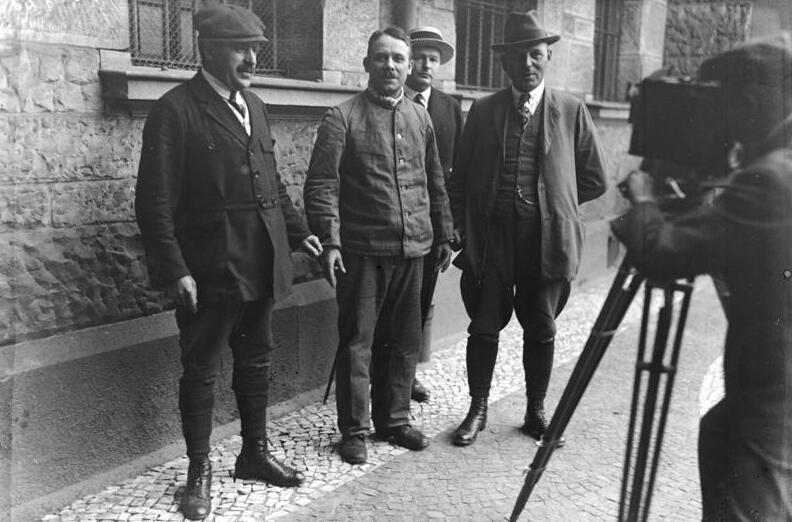
القاتل المتسلسل الألماني فريتز Haarmann مع الشرطة والمحققين، نوفمبر 1924